# 滋賀県道342号草津田上インター線
滋賀県道342号草津田上インター線（しがけんどう342ごう くさつたなかみインターせん）は、滋賀県草津市を通る一般県道である。

## 概要
草津市野路町の滋賀県道2号大津能登川長浜線交点から新名神高速道路の草津田上ICに至る。

### 路線データ
- 起点：草津市野路町（滋賀県道2号大津能登川長浜線交点）
- 終点：草津市野路町（新名神高速道路 草津田上IC）
- 総延長：234.8 m

## 歴史
- 2005年（平成17年）
  - 3月18日 - 県道に指定。
  - 3月19日 - 草津田上ICの開通により供用開始。

## 地理

### 通過する自治体
- 草津市

### 交差する道路
| 交差する道路                           | 交差する場所 | 交差する場所          |
| -------------------------------------- | ------------ | --------------------- |
| 滋賀県道2号大津能登川長浜線 / 山手幹線 | 野路町       | 起点                  |
| E1A 新名神高速道路 / 大津連絡路        | 野路町       | 7-1 草津田上IC / 終点 |

### 沿線
- 立命館大学 びわこくさつキャンパス